# Charlotte Tison
Charlotte Vanessa Tison (* 21. April 1998 in Asse) ist eine belgische Fußballnationalspielerin.

## Karriere

### Vereinskarriere
Tison spielte zunächst beim SC Wolvertem und dann bei Standard Lüttich. Seit der Saison 2016/17 spielt sie für den RSC Anderlecht. Mit Anderlecht nahm sie an der Qualifikation zur UEFA Women’s Champions League 2018/19 teil. Bei gleicher Punktzahl wie Glasgow City FC und Górnik Łęczna belegten sie wegen eines mehr kassierten Tores hinter Glasgow City FC den zweiten Platz und verpassten damit die K.-o.-Runde. Ein Jahr später hatten sie beim Qualifikationsturnier zur UEFA Women’s Champions League 2019/20 Heimrecht und konnten sich mit drei Siegen, u. a. gegen den norwegischen Meister Lillestrøm SK Kvinner, für das Sechzehntelfinale qualifizieren. Hier schieden sie nach einem 1:1 im Heimspiel durch eine 0:2-Niederlage gegen den kasachischen Meister BIIK Kazygurt aus. 2020 konnten sie in der ersten Qualifikationsrunde daheim den nordirischen Meister Linfield FC mit 8:0 bezwingen, verloren aber daheim in der zweiten Runde mit 1:2 gegen Benfica Lissabon, wobei sie ihre Mannschaft in der 55. Minute in Führung gebracht hatte. In der Qualifikation für die UEFA Women’s Champions League 2021/22 gewannen sie im Halbfinale der ersten Runde gegen den armenischen Vertreter Hayasa mit 3:0, wobei sie das zwischenzeitliche 2:0 erzielte. Das Finalspiel der ersten Runde verloren sie aber mit 0:1 gegen ŽNK Osijek...
Im Juli 2023 wechselte sie zum KRC Genk.

### Nationalmannschaftskarriere
Im Mai 2012 lief Tison bei einem Spiel für die U-15 gegen Luxemburg auf und knapp zwei Wochen später nochmals gegen die Niederlande. Zwei Jahre später bestritt sie zwei Spiele für die U-16. Im Oktober 2014 nahm Tison mit der U-17 an der ersten Qualifikationsrunde zur U-17-Europameisterschaft 2015 teil. Mit drei Siegen und 10:0 Toren konnten sich die Belgierinnen bei einem Turnier in Lettland für die zweite Runde qualifizieren. Bei dieser konnten sie zwar die ersten beiden Spiele im März 2015 gewinnen, durch eine 0:4-Niederlage gegen den späteren Europameister Spanien verpassten sie aber die Endrunde. Im September wurde Tison in der ersten Qualifikationsrunde zur U-19-Europameisterschaft 2016 erstmals in der U-19 eingesetzt. Mit zwei Siegen und einer Niederlage gegen Aserbaidschan erreichten die Belgierinnen die zweite Runde. Hier konnten sie beim Turnier im März 2016 in Schweden nur gegen England gewinnen, verloren aber gegen die Gastgeberinnen und Österreich. Beim nächsten Anlauf im Oktober 2016 konnten sie mit drei Siegen – diesmal auch gegen Österreich – die zweite Runde erreichen. Hier waren im Mai 2017 die Spanierinnen wieder zu stark, so dass Tisons Zeit in der U-19 mit einer Niederlage endete.
Bereits im November 2016 wurde Charlotte Tison erstmals für die Red Flames nominiert. Ihren ersten Einsatz hatte sie im Januar 2017 in einem Freundschaftsspiel gegen die Französische U-23-Mannschaft, wo sie über 90 Minuten mitspielte. Bei einem Freundschaftsspiel im April gegen Schottland wurde sie in der Schlussminute eingewechselt. Im Juni gehörte Tison zum Kader für das erste Länderspiel gegen Japan, wurde aber nicht eingesetzt. Die EM 2017, dem ersten großen Fußballturnier für die Belgierinnen, fand ohne sie statt. Tison war zwar für den vorläufigen Kader nominiert, aber letztlich gestrichen worden. Erst beim Zypern-Cup 2018 kam sie wieder zu Einsätzen. Danach wurde sie zwar immer wieder nominiert, auf den nächsten Einsatz musste sie aber bis zum Zypern-Cup 2019 warten. Auch dann blieb Tison im Wesentlichen Ersatzspielerin und kam erst beim Algarve-Cup 2020 zu ihrem siebten Einsatz. 2021 spielte sie in zwei Freundschaftsspielen jeweils über 90 Minuten und wurde in den ersten sechs Spielen der Qualifikation für die WM 2023 je einmal ein- und ausgewechselt.
Für die EM-Endrunde 2022 wurde sie nominiert, aber nicht eingesetzt. Nach der EM wurde sie auch für die beiden letzten Gruppen-Spiele der Qualifikation für die WM 2023 nominiert, aber ebenfalls nicht eingesetzt. Die Belgierinnen qualifizierten sich für die Play-offs der Gruppenzweiten, scheiterten aber in der ersten Play-off-Runde durch eine 1:2-Niederlage gegen Portugal.

## Erfolge
- Belgische Meisterschaft: 2015/16, 2017/18, 2018/19, 2019/20, 2020/21, 2021/22, 2022/23
- Belgische Pokalsiegerin: 2021/22